# 龙斯纳克
龙斯纳克（法語：Ronsenac，法語發音：[ʁɔ̃snak]）是法国夏朗德省的一个市镇，属于昂古莱姆区。

## 地理
龙斯纳克（45°28'35"N, 0°15'0"E）面积26.73 平方千米，位于法国新阿基坦大区夏朗德省，该省份为法国西部内陆省份，北起德塞夫勒省和维埃纳省，东临上维埃纳省，东南至多尔多涅省，南至多爾多涅省，西接滨海夏朗德省。
与龙斯纳克接壤的市镇（或旧市镇、城区）包括：居拉、维勒布瓦拉瓦莱特、布瓦内拉蒂德。

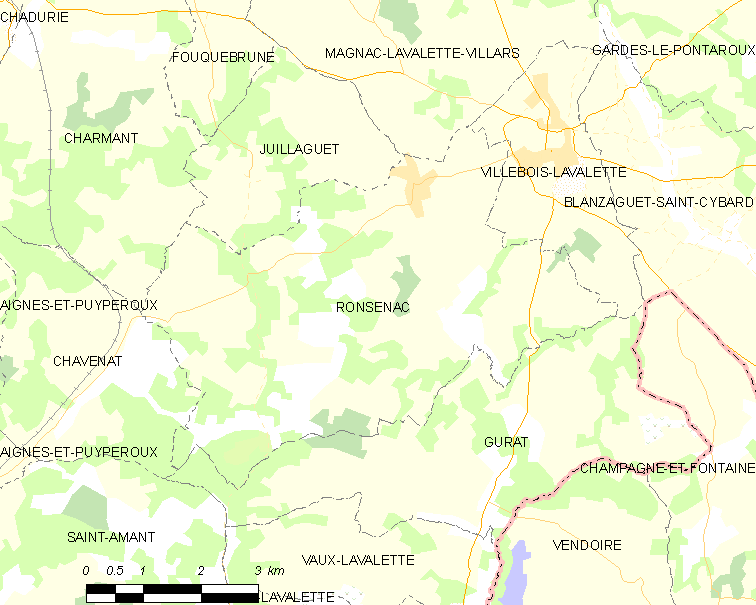
龙斯纳克的OSM定位图

龙斯纳克的时区为UTC+01:00、UTC+02:00（夏令时）。

## 行政
龙斯纳克的邮政编码为16320，INSEE市镇编码为16283。

## 政治
龙斯纳克所属的省级选区为蒂德-拉瓦莱特县。

## 人口

1962-2008年间龙斯纳克人口变化图示

龙斯纳克于2022年1月1日时的人口数量为571人。